# O Sombra
O Sombra é um personagem de histórias policiais criado pela editora Street & Smith e pelo escritor Walter B. Gibson. Originalmente ele era o narrador misterioso de um programa de rádio, e depois se tornou um personagem literário distinto desenvolvido por Gibson. Trata-se de um impiedoso vingador mascarado, identidade secreta do milionário Lamont Cranston. O Sombra já apareceu em várias formas de mídia, entre elas as revistas em quadrinhos, tirinhas de jornal, programas de televisão, video games, e filmes. O programa de rádio inclui episódios em que o Sombra é interpretado por Orson Welles.
O Sombra fez sua aparição em 31 de julho de 1930 no programa de rádio Detective Story Hour, que fora criado para aumentar as vendas da revista pulp mensal Detective Story Magazine da Street & Smith. Quando os ouvintes do Detective Story Hour começaram a pedir pela "revista do Sombra detetive" nas bancas de jornal, Street & Smith resolveu lançar uma revista baseada no personagem. Walter B. Gibson foi contratado para criar um conceito e uma história que se adequassem ao nome e à voz do personagem. O primeiro número da The Shadow Magazine saiu em 1º de abril de 1931.
O personagem viria a se tornar uma grande influência na evolução dos super-heróis das histórias em quadrinhos. Bill Finger, co-criador do Batman, outro milionário mascarado, citou o Sombra como inspiração no surgimento do Homem-Morcego.

## Histórico de Publicações

### Origem do nome do personagem
Para aumentar as vendas de sua Detective Story Magazine, a editora Street & Smith Publications contratou David Chrisman, da agência de publicidade Ruthrauff & Ryan, e o escritor e diretor William Sweets para adaptar as histórias da revista em uma série de rádio. Chrisman e Sweets acharam que a nova série deveria ser narrada por um contador de histórias misterioso com uma voz sinistra e começaram a buscar um nome adequado. Um de seus roteiristas, Harry Engman Charlot, sugeriu várias possibilidades, como "The Inspector" ou "The Sleuth". Charlot então propôs o nome ideal para o narrador fantasma: "The Shadow" ("A Sombra").
Assim, a partir de 31 de julho de 1930, "The Shadow" tornou-se o nome do narrador misterioso do programa de rádio Detective Story Hour. Inicialmente, o narrador foi interpretado por James LaCurto, substituído após quatro meses pelo ator versátil Frank Readick Jr. Os episódios eram baseados nas histórias da Detective Story Magazine, publicada pela Street & Smith, então a editora mais antiga e maior do gênero pulp nos EUA. Apesar de a empresa esperar que o programa de rádio impulsionasse as vendas em declínio da revista, o resultado foi diferente: os ouvintes acharam o narrador sinistro muito mais cativante do que as histórias desconexas. Logo, começaram a pedir nas bancas por "aquela revista do Shadow", que ainda não existia.

#### Criação como um personagem literário distinto
"Quem sabe o mal que se esconde no coração dos homens?" — O Shadow, na capa da edição de 15 de julho de 1939 da The Shadow Magazine. A história, "Death from Nowhere", foi uma das adaptadas para o lendário drama de rádio.
Percebendo a demanda e respondendo rapidamente, Henry William Ralston, gerente de circulação da Street & Smith, encomendou a Walter B. Gibson a criação de histórias sobre The Shadow. Sob o pseudônimo de Maxwell Grant e alegando que as histórias vinham dos "arquivos privados do Shadow", Gibson escreveu 282 dos 325 contos nas duas décadas seguintes — um romance por mês (dividido em duas partes, nos dias 1º e 15). A primeira história foi The Living Shadow, publicada em 1º de abril de 1931.
A caracterização de Gibson estabeleceu os fundamentos do arquétipo do super-herói, incluindo imagens estilizadas, aliados, vilões memoráveis e uma identidade secreta. Vestido de preto, o Shadow agia principalmente à noite como um justiceiro, aterrorizando criminosos até sua rendição. Gibson citou como inspirações literárias Drácula, de Bram Stoker, e "The House and the Brain", de Edward Bulwer-Lytton. Outra possível inspiração foi o personagem francês Judex, criado para um seriado francês exibido nos cinemas em 1916, o primeiro episódio do seriado foi lançado nos Estados Unidos como The Mysterious Shadow, e seu traje era similar ao do Shadow. O pesquisador de quadrinhos francês Xavier Fournier também aponta semelhanças com o seriado franco-americano The Shielding Shadow (1916), cujo protagonista Ravengar, tinha o poder de invisibilidade, considerando o Shadow uma fusão dos dois. Nos anos 1940, algumas tiras do Shadow foram traduzidas na França com o título Judex.
Devido ao esforço de escrever dois romances por mês, outros escritores foram contratados para aliviar a carga de Gibson, incluindo Lester Dent (autor de Doc Savage) e Theodore Tinsley. No final dos anos 1940, o romancista Bruce Elliott (também mágico) substituiu Gibson temporariamente como autor principal (escrevendo os números 306 a 320). Richard Wormser, leitor da Street & Smith, escreveu duas histórias do Shadow. 

## O Personagem
Conforme retratado nas revistas pulp, The Shadow usava um chapéu preto de abas largas e uma capa preta com forro vermelho e gola levantada sobre um terno preto padrão. Nas histórias em quadrinhos da década de 1940, nas séries de histórias em quadrinhos posteriores e no filme de 1994 estrelado por Alec Baldwin, ele usava um chapéu preto ou um chapéu fedora preto de aba larga e um cachecol carmesim logo abaixo do nariz e sobre a boca e o queixo. Tanto a capa quanto o cachecol cobriam um sobretudo preto trespassado ou um terno preto comum. Como visto em algumas das séries de quadrinhos posteriores, The Shadow também usaria seu chapéu e cachecol com um casaco preto de Inverness ou uma capa de Inverness. 

### Poderes & Armas
O Sombra usava duas pistolas semi-automáticas Colt 1911 45 ACP e tinha pontaria incrível. Possuia um aparelho voador feito sob medida.
Também dominava o controle da mente humana através da hipnose, arte que aprendeu no Oriente, podendo até desaparecer diante de seus adversários.

### As Frases
No programa radiofônico, em resposta à terrível questão "Quem sabe o mal que se esconde nos corações humanos?", vinha a resposta: "O Sombra sabe... Pois ele tem o mal em seu próprio coração!" num tom tenebroso. Também sempre terminava cada episódio dizendo:
"O Sombra nunca falha!"
"As sementes do mal geram frutos amargos!"
"O crime não compensa!"
"O Sombra sabe!"

### Os Agentes Do Sombra
O Sombra salvou diversas pessoas e, pregando que agora "a vida deles pertencia a ele", as transformou em suas agentes. O Sombra exige de seus subordinados submissão total, não gosta de ser questionado.

### Personagens
- Margo Lane: noiva do Sombra, era a única que conhecia seu segredo.
- Black Tiger (no Brasil, Tigre Negro): vilão no seriado de 1940.

### Cenário
Ao contrário de personagens como seu descendente direto, o Batman, o Sombra não teve o cenário de suas aventuras atualizado, e sua origem permanece presa às décadas de 1930 e 1940. Houve histórias, entretanto, em que o personagem continuava vivo nos dias atuais, como no caso da versão de Howard Chaykin e também no crossover O Sombra/ Ghost, publicado pela Dark Horse Comics.
O Sombra e outro vingador encapuzado, o Aranha, foram algumas das fontes que inspiraram a criação do Batman (as outras, tão conhecidas entre os fãs, foram: Zorro, o filme The Bat e os projetos de Leonardo Da Vinci para um aparelho voador).

## Histórias em quadrinhos

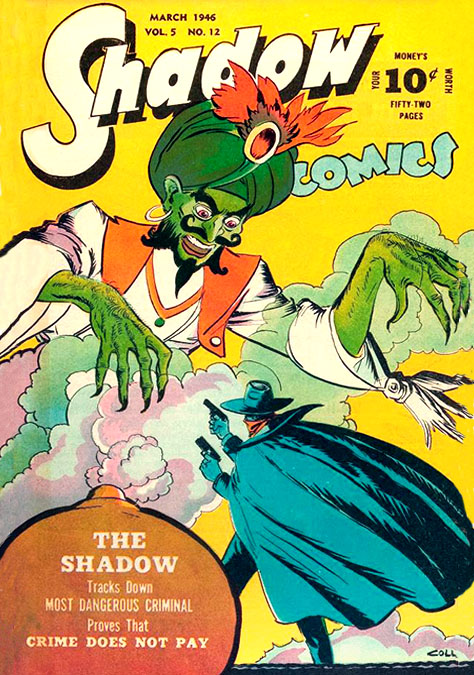
Shadow Comics, março de 1946, arte de Charles Joseph Coll

O Sombra teve algumas adaptações para os quadrinhos durante sua longa história; sua primeira aparição em quadrinhos foi para uma tira de jornal publicada em 17 de junho de 1940, a tira era distribuída pela Ledger Syndicate. A tira foi roteirizada por Walter B. Gibson e ilustrada por Vernon Greene, baseada nas histórias da revista pulp do herói. Devido à escassez da polpa de celulose durante a Segunda Guerra Mundial e da crescente quantidade de espaço necessário para notícias da guerra de ambas as frentes da Europa e do Pacífico, a tira foi cancelada em 13 de Junho de 1942, após dois anos, nove aventuras haviam sido publicadas. A tira ganhou dois encadernados, um em 1988 e depois em 1999.
A Street & Smith publicou 101 edições da revista em quadrinhos Shadow Comics do Vol. 1, # 1 - Vol. 9, nº 5 (Março de 1940 - setembro 1949). Na década de 1960, ganhou uma revista pela Archie Comics, nessa versão, o herói ganhou super-poderes, as primeiras histórias foram ilustradas por  Robert Bernstein e ilustrada pela  John Rosenberger, as últimas edições tiveram roteiros de Jerry Siegel, co-criador do Superman, a revista durou oito edições, publicadas entre agosto de 1964 e setembro de 1965.
A editora DC Comics publicou diversas revistas estreladas pelo personagem, mas em cada uma a versão apresentada era um pouco diferente.
A versão mais famosa é da década de 1970 por Dennis O'Neil (roteiro) e Michael William Kaluta (desenhos) O número 11 desta série continua a ser a mais interessante para os fãs, pois mostra um outro herói de pulps, O Vingador. Em 1986, a editora publicou uma minissérie em quatro edições produzida por Howard Chaykin. Em 1987, publica uma série mensal pelo escritor Andy Helfer (editor da minissérie); foi desenhado principalmente por Bill Sienkiewicz (1-6) e Kyle Baker (8-19 e dois Shadow Annuals).
De 1989 a 1992, DC publicou uma série, The Shadow Strikes por Gerard Jones (roteiro) e Eduardo Barreto (desenhos), cujo enredo foi fiel às origens do herói, nessa série, ele encontra outro personagem dos pulps, Doc Savage.
Quando detentor dos direitos do Sombra, a Conde Nast aumentou a sua taxa de licenciamento, a DC concluiu a série depois de 31 edições e um anual; tornou-se a mais antigo série de quadrinhos desde a série original dos anos 40.
Na década de 1990, Dark Horse Comics publicou três minisséries, incluindo uma adaptação do filme de 1994, além de um crossover com Ghost da própria editora, o encontro foi escrito por Doug Moench e ilustrado por HM Baker e arte-finalizado por Bernard Kolle. Nessa história, Lamont Cranston submete-se a um processo de congelamento para ser despertado no futuro.
Em 2011, a Dynamite Entertainment adquiriu a licença do personagem com a  Conde Nast. Em abril de 2012, a editora publicou uma série escrita por Garth Ennis e ilustrada por Aaron Campbell, em julho de 2012, anunciou a minissérie em oito edições, Masks, onde o herói protagonizou com outros mascarados (The Spider, O Besouro Verde, Zorro, Miss Fury, Morcego Negro, Green Lama e Black Terror) com roteiros de Chris Roberson e arte de Alex Ross. A trama é baseada em histórias de The Spider, escritas por Norvell Page na década de 1930. Em 2013, é lançado um novo crossover com o Besouro Verde, escrito por Michael Uslan e ilustrado por Keith Burns, no mesmo ano, é publicado The Shadow Year One, roteirizada por Matt Wagner e The Shadow Now, minissérie escrita por David Liss e ilustrada por Colton Worley. Em 2014, a editora anunciou que o herói apareceria ao lado de O Vingador e Doc Savage em Justice Inc., uma minissérie em seis edições roteirizada por Michael Uslan e ilustrada por Giovanni Timpano, no mesmo ano, a editora publicou em parceria com a Dark Horse, o crossover em três edições The Shadow vs. Grendel.

## No cinema

Alec Baldwin interpretou o personagem no filme de 1994.

- Em 1937, a Grand National produziu um longa metragem, “The Shadow Strikes” (no Brasil, “Mr. Sombra”), sob a direção de Lynn Shares e estrelando Rod La Rocque. Em 1938, o mesmo ator voltou a interpretar o personagem em “International Crime”, sob direção de Charles Lamont.[1]

- Em 1940, foi produzido um seriado, “The Shadow” (no Brasil, “A Sombra do Terror”), sob direção de James H. Horne, estrelando Victor Jory como o justiceiro que enfrenta o vilão Black Tiger (Tigre Negro).[1]

- A Monogram lançou três filmes sobre o Sombra em 1946, com o ator Kane Richmond no papel principal: “The Shadows Return” (“O Sombra Retorna”), sob direção de Phil Rosen; “Behind the Mask” (“A Máscara do Sombra”), sob direção de Phil Karlson, e “The Missing Lady” (“A Deusa de Jade”), também de Phil Karlson.[1]

- Em 1958, a Republic Pictures lançou o filme “Bourbon Street Shadows”, com Richard Derr no papel do Sombra.[1]

- Em 1994, foi lançada a versão atualizada, The Shadow, com Alec Baldwin no papel de Lamont Cranston, dirigido por Russell Mulcahy.

## No Brasil
As histórias das revistas pulp do herói foram publicadas nas revistas Mistérios da Editorial Lu, Contos Magazine e Policial em Revista, além das histórias em quadrinhos publicadas nas revistas O Lobinho e Mírim da Grande Consórcio Suplementos Nacionais. O personagem também foi adaptado para o rádio no país, em 1943, na Rádio Nacional e em 1944 na Rádio Farroupilha em parceria com os Diários Associados, em São Paulo, foi interpretado por Otávio Gabus Mendes, em transmissões da Rádio Record. As editoras EBAL e Abril publicaram séries do herói pela DC Comics. Em 2013, a Mythos Editora a edição encadernada O Sombra - Volume 1: O Fogo da Criação, trazendo a minissérie escrita por Garth Ennis para a Dynamite, em 2015, publicou a minissérie Masks, com o título traduzido para Máscaras e O Sombra – Volume 2, trazendo histórias das edições 7 a 12 da revista da Dynamite com roteiros do escritor de romances policiais Victor Gischler e ilustrada por Aaron Campbell, como extra, a edição traz as capas originais de Alex Ross, John Cassaday, Darwyn Cooke, Tim Bradstreet, Michael Golden e Francesco Francavilla.